# ۲-پیرون
۲-پیرون (به انگلیسی: 2-Pyrone) با فرمول شیمیایی C5H4O2 یک ترکیب شیمیایی با شناسه پاب‌کم 667639 است. که جرم مولی آن ۹۶٫۰۸ گرم بر مول می‌باشد. 